# تقلا (فیلم ۱۹۹۳)
تقلا (به هندی: Sangraam) فیلمی محصول سال ۱۹۹۳ و به کارگردانی لارنس دی سوزا است. در این فیلم بازیگرانی همچون اجی دیوگن، کاریسما کاپور، عایشا جولکا، آمریش پوری، دنی دنزونگپا، آسرانی، ریما لاگو، لاکسیمیکانت برد ایفای نقش کرده‌اند.